# 哈德斯菲爾德 (英國國會選區)
哈德斯菲爾德（英語：Huddersfield），英國國會一自治市選區，包括英格蘭約克郡-亨伯西約克郡中部、柯克利斯北部五個地方選區。
創設於1832年，1950年撤銷，1983年恢復以來一直支持工黨的巴里·希爾曼。他在2010年大選中以38.8%選票成功連任。